# Rhamphomyia sareptana
Rhamphomyia sareptana är en tvåvingeart som beskrevs av Frey 1950. Rhamphomyia sareptana ingår i släktet Rhamphomyia och familjen dansflugor. Inga underarter finns listade i Catalogue of Life.